# Kaliombo (Sulang)
Kaliombo is een bestuurslaag in het regentschap Rembang van de provincie Midden-Java, Indonesië. Kaliombo telt 3480 inwoners (volkstelling 2010).